# Невена Пейкова
Невена Светославова Пейкова е българска певица, станала известна с участието си в третия сезон на „X Factor Bulgaria“.

## Биография
Невена Пейкова е родена на 7 февруари 1995 г. Тя пее от 7-годишна. В първи клас майка ѝ я записва във вокална група в Търговище. В 6 клас започва да пее самостоятелно и ходи на конкурси, но без да печели награди. Първата си награда печели в 9 клас на конкурса „Нова музика“ в Горна Оряховица. След това призовете и наградите не спират.
Има 6 „гранд при“ в национални и международни състезания и над 50 други награди. Първата си награда печели на 15-годишна възраст на конкурса „Северно сияние“ в Шумен.
През 2011 г. участва в първия сезон на „Гласът на България“, където стига до четвъртфиналите.
През 2013 г. печели второ място в конкурса за нова българска песен „София 2013“ с песента „Бях и не бях“, по неин текст и по музика и аранжимент на Мартин Антонов. През същата година с общата ѝ песен със Сабина Донева „В чуждата земя“ по текст на Асен Димитров и музика на Петър Алексиев печелят наградата на Тетевен.
Когато е в 11 клас, Невена се мести от Търговище в София, за да учи поп и джаз пеене в Национално музикално училище „Любомир Пипков“. Учи в Нов български университет поп и джаз пеене.
На 18 май 2015 г. става реалност първият ѝ проект след участието ѝ в X Factor Bulgaria, общата ѝ песен с Михаела Маринова и Кристина Дончева, които също са участници във формата, а песента се нарича „Любов за пръв път“.
През лятото на 2015 година излиза първият ѝ самостоятелен сингъл след формата – „Избран“. От 2015 до 2018 г. Пейкова е част от издателя „Вирджиния Рекърдс“. На 3 юни 2016 г. излиза дуетната ѝ песен „Да избягаме“ с участника от 4 сезон на X Factor Стивън Ачикор, а на 18 август 2017 г. става реалност и самостоятелният и сингъл „Трябваш ми спешно".
През 2018 г. Невена започва собствен YouTube канал, в който за нататък тя ще качва своите музикални изпълнения. На 10.07.2018 г., Невена качва първата си песен от кариерата си на самопродуцент – парчето „Побърквам“ е колаборация с талантливия Преслав Бориславов – Presley. Песента бързо става любима на аудиторията – Бързо се качва по позициите във всички чартове – 2 седмици в „Топ 5“ на City TV, 2 седмици в „Българските 10“ на БГ Радио. След това излиза и следващото ѝ парче – #МАМИ и е заедно с влогъра Чоко, и съвместното парче с Presley с арт видео и носи заглавието „Няма като мен“.
В края на 2018 г. Невена представи „Ще изгорим“, а седмица след това ѝ първата си балада „Не искам друг“ и двете изцяло създадени и написани от певицата.

## Дискография

### Албуми
- Побърквам (2019)[1]

### Песни
- „Избран“
- „Да избягаме“
- „Трябваш ми спешно“
- „Побърквам“
- „#Мами“
- „Няма като мен“
- „Ще изгорим“
- „Не искам друг“
- Винаги Заедно
- ти ли
- Опасно Близки
- За Последен Път
- Игра
- Докосвай
- PAPITO